# Архиепископ и митрополит карловачки Јосиф (Рајачић)
Јосиф Рајачић (Лучане код Бриња, 20. јул 1785 — Сремски Карловци, 13. децембар 1861) био је српски православни митрополит карловачки од 1842. до 1848. године, а потом архиепископ и митрополит карловачки од 1848. до 1861. године. Током 1849. године обављао је и дужност царског комесара. Заслужан је за стварање Српске Војводине (1848-1849) и Војводства Србије и Тамишког Баната (1849-1860). У литератури често називан патријарх српски, међутим то именовање је било неканонски признато од Васељенске патријаршије. Српска патријаршија је тек обновљена 1920. године под митрополитом Димитријем који је постао патријарх и канонски је признат. Тиме је настављен континуитет је од времена Калиника што није био случај у време Јосифа Рајачића.

## Биографија
Рођен је у Лучанима код Бриња (Лика) од оца Луке, свештеника - проте, и мајке Василије рођ. Чудић. Његово световно име је Илија. У Брињу је похађао немачку школу, а затим се школовао у Загребу, Сремским Карловцима и Сегедину где је завршио прву и другу годину филозофије. Студије је наставио у Бечу где је учио правне науке, латински језик и лепу уметност. Студије није завршио јер је 1809. ступио у ђачки батаљон у одбрану Аустрије од Наполеонове Француске у рату.
По завршетку рата, Французи су владали његовим завичајем, одбио је да се стави у њихову службу и одлучио је да служи свом народу, па се због прекинутих студија ставио на располагање свом надлежном епископу горњокарловачком Мојсију Миоковићу који га је замонашио 10. априла 1810. године у манастиру Гомирју. Са позиције архимандрита гомирског и администратора епархија карловачке и пакрачке, постављен је 1829. године за епископа далматинског.
У Сремским Карловцима га је 24. јуна 1829. године хиротонисао митрополит карловачки Стефан. На месту епископа далматинског остао је до 1833. године. За то време отворио је Клирикалну школу (богословију) у Шибенику и посебно водио борбу са покушајима унијаћења православних Срба у Далмацији. Није подлегао притиску да се лица која су прешла на унију бришу из православних матичних књига, јер је сматрао да то нису чинили добре воље него по притиску. У Шибенику му је секретар био Спиридон Поповић, учитељ српског језика и ћирилице, Николе Томазеа. 
Одлуком Дворске канцеларије премештен је 5. јула 1833. за епископа вршачког.  У Вршцу се сусрео са епидемијом опаке болести - колере. Лично је са свештенством обилазио оболеле, често и напуштене и крепио их и храбрио здраве да перу руке и воде рачуна о храни и тако спасио многе од сигурне смрти. Дао је прилог од 3600 форинти гимназијском фонду у Вршцу, где се старао о унапређењу богословског образовања.
После смрти митрополита Стефана Станковића у августу 1842. биран је нови митрополит карловачки на Народно-црквеном сабору. Јосиф Рајачић је добио велику већину, али двојица епископа нису хтели да одустану од своје кандидатуре и да уваже националне и верске интересе, њима је лични интерес био испред општег, тако да одлука није могла бити једногласна. Царски комесар је саопштио уколико се сабор не сложи око једног кандидата да ће цар лично именовати новог митрополита. Први пут у историји Карловачке митрополије аустријски цар је тада именовао митрополита, управо Јосифа Рајачића 1842. Иако је желео да постане митрополит, Јосиф Рајачић је био незадовољан оваквим исходом. Болела га је похлепа и несхватање од стране појединих епископа који су служили туђем интересу. Упозоравао је да је то бреме претешко и не може га свако понети. Рајачић је молио да се никад више не понови такво гложење, али није вредело, неслога је била чешћа појава. Овај преседан поновио се касније још једном када је цар 1881. именовао за патријарха Германа Анђелића.

### Револуција 1848. и избор за архиепископа
У време када је постао митрополит дошло је заоштравања односа између Немаца и Мађара, као и Јужних Словена и Мађара у Аустријском царству. Талас револуције се 1848. пренео из Француске и захватио Мађаре, Србе и Хрвате. Јосиф Рајачић је дуго чекао да се мађарски националисти освесте и да не угрожавају права Срба на народност, језик и веру. Формирао је савез са Хрватима и Аустријом у намери да се одбрани од насртаја и политике Мађарске револуције. Стао је на чело народног покрета, којег су предводили млади и школовани људи, многи и његови стипендисти, који су из европских метропола преносили револуционарне демократске тековине и захтевали права за свој народ. Рајачић је сазвао Мајску скупштину Срба у Сремским Карловцима 1848. На тој Скупштини по први пут, после пропасти српске државе и пада под моћне царевине, окупиле су се делегације из свих тих царевина и кнежевине Србије, на којој је митрополит Рајачић проглашен за српског за неканонизованог патријарха, а установљена је и Српска Војводина. Фактички је био архиепископ и митрополит карловачки. За председника Главног одбора-владе изабран је патријарх Рајачић, за потпредседника и вођу војске изабран је Ђорђе Стратимировић, а за војводу Стеван Шупљикац.
Рајачић је тражио начина да избегне директан војни окршај с Мађарима и предузимао дипломатске кораке и покушавао договором решити проблеме и због тога је као и због одобрења Одлука Мајске скупштине отишао Цару у Беч. Међутим, млади, образовани и одлучни Стратимировић, иако замољен од Рајачића да не наседа провокацијама, на један брутални напад Мађара на Карловце одговорио је ватром и тако је започео за недовољно спремљене Србе тежак оружани сукоб у који су се укључили добровољци из Србије на челу с војводом Книћанином. Војвода Шупљикац првог дана преузимања функције изнервиран многим стварима пао је од капље у Панчеву, приликом обиласка бојишта. Тако да је Рајачић као председник Главног одбора, морао преузети и ту функцију и доносити сложене и одговорне одлуке.
Доношењем првог Устава Аустријске царевине од 4. марта 1849. године, озваничена је намера бечког двора да се Српска Војводина уреди као посебна административна област (72. члан Устава), након чега је Рајачић већ у априлу именован за привременог царског комесара за подручје жупанија Сремске и Бачко-бодрошке, као и за подручје западног Баната (жупанија Торонталска и Вршачки дистрикт жупаније Тамишке). У исто време, за војног заповедника новоствореног VII војног дистрикта, који је обухватао јужну Угарску, постављен је генерал Фердинанд Мајерхофер који је имао стварну власт, тако да су Рајачићева комесарска овлашћења у пракси била знатно ограничена.
Када је Мађарска револуција, угушена  уз помоћ руске војске, аустријске власти нису имале више потребе чинити уступке Србима, ни Хрватима, па су у новембру 1849. године, на подручју Српске Војводине формирале нову административну јединицу под називом Војводство Србија и Тамишки Банат, на челу са генералом Фердинандом Мајерхофером. Војводство Србија и Тамишки Банат је укинуто 1860. године. Патријарх је много негодовао и захтевао од Цара да то не чини на Благовештанском сабору, који је тим поводом сазвао, али цар није много марио за сва дела доброчинства која су Срби у крви поднели за Цара и Царевину.

### Период после 1849.
Рајачић је све своје знање и моћ и сву своју енергију трошио да помогне да Војводина дође под управу српског народа. Прилике су се промениле и његова политичка творевина 1918. године донела је одлуку о присаједињењу Војводине и Срема матици Србији. Српски народ га памти као оснивача Војводине Српске, српске патријаршије под називом Српска, које име носе од тада сви српски патријарси. Успео је да се српски народ у Монархији и Европи назива својим именом а не Раци и Власи како су Србе тада називали, те да његов црква буде призната а не шизматична, грконесједињена и сл. него Српска православна црква, основао је цркву у Бечу и Трсту и тако православље представио Европи и Западу. Увео је једнообразну литургију у храмове, униформисаност свештенства, дао углазбити српска црквена појања и свој народ и цркву представити као достојне и узвишене у Европи. Основао је архив, покренуо оснивање музеја и универзитета у Карловцима, увео протокол у свој двор, и дао написати Први српски кувар. Основао је ботаничку башту, болницу, штампарију (Литографију) и још много тога. Изградио је многе школе, цркве и стипендирао велики број ђака и студената на тадашњим европским училиштима. Био је тајни саветник бечког Цара, али и велики пријатељ српског кнеза и целог српског народа.
Јосиф Рајачић је помагао просветни развој Срба у Аустрији. У време док је био карловачки митрополит отворено је много нових српских школа, помогао је да се гимназије у Сремским Карловцима и Новом Саду уздигну у ранг пуних гимназија. Такође је отворио патријаршијску библиотеку и штампарију у Сремским Карловцима. Покушао је да 1854. године у Сремским Карловцима отвори универзитет, али у томе није успео.
Због заслуга за аустријску државу цар му је доделио баронство, са предикатом „Брињски”, по његовом завичају. Умро је у Сремским Карловцима 1/13. децембра 1861. године и сахрањен у Саборној цркви.
Одликован је аустријским Орденом Леополда и Орденом гвоздене круне првог реда.